# Vernanimalcula
Vernanimalcula is een fossiele meercellige uit de Doushantuo-formatie, die vermoedelijk tussen de 580 en 600 miljoen jaar oud is. Bij de ontdekking werd per vergissing aangenomen dat het om het oudst bekende tweezijdig symmetrische dier ging. Het is gevonden in een Lagerstätte in Guizhou, China.
Vernanimalcula was tot twee millimeter groot en ovaal van vorm. Het fossiel vertoont de basisvorm van de Bilateria: een spijsverteringskanaal met een mond aan de ene kant en een anus aan de andere, hieromheen gepaarde lichaamsholten en een ectoderm, endoderm en mesoderm die deze delen van elkaar scheiden.
Na Vernanimalcula stammen de eerstvolgende Bilateralia van ca. 555 miljoen jaar geleden, als er zich grotere tweezijdig symmetrische dieren zoals de tien centimeter grote Kimberella hebben ontwikkeld. Uit de tussentijd (het begin van de Ediacara-fauna) zijn nog geen vindplaatsen bekend waar ook microscopische dieren zoals Vernanimalcula bewaard zijn. Nog weer iets later, 542 miljoen jaar geleden, begint de Cambrische explosie, waarin het aantal tweezijdig symmetrische dieren snel toenam, en de eerste harde delen verschijnen.